# فرودگاه تجاری تالاهاسی
فرودگاه تجاری تالاهاسی (به انگلیسی: Tallahassee Commercial Airport) یک فرودگاه است . این فرودگاه در کشور ایالات متحده آمریکا قرار دارد .